# La bestia nel cuore
La bestia nel cuore é um filme de drama italiano de 2005 dirigido e escrito por Cristina Comencini. Foi indicado ao Oscar de melhor filme estrangeiro na edição de 2006, representando a Itália.

## Elenco
- Giovanna Mezzogiorno - Sabina
- Alessio Boni - Franco
- Stefania Rocca - Emilia
- Angela Finocchiaro - Maria
- Luigi Lo Cascio - Daniele
- Francesca Inaudi - Anita
- Giuseppe Battiston - Andrea Negr
- Valerio Binasco - Pai
- Simona Lisi - Mãe